# Carta de Curucã Fuga

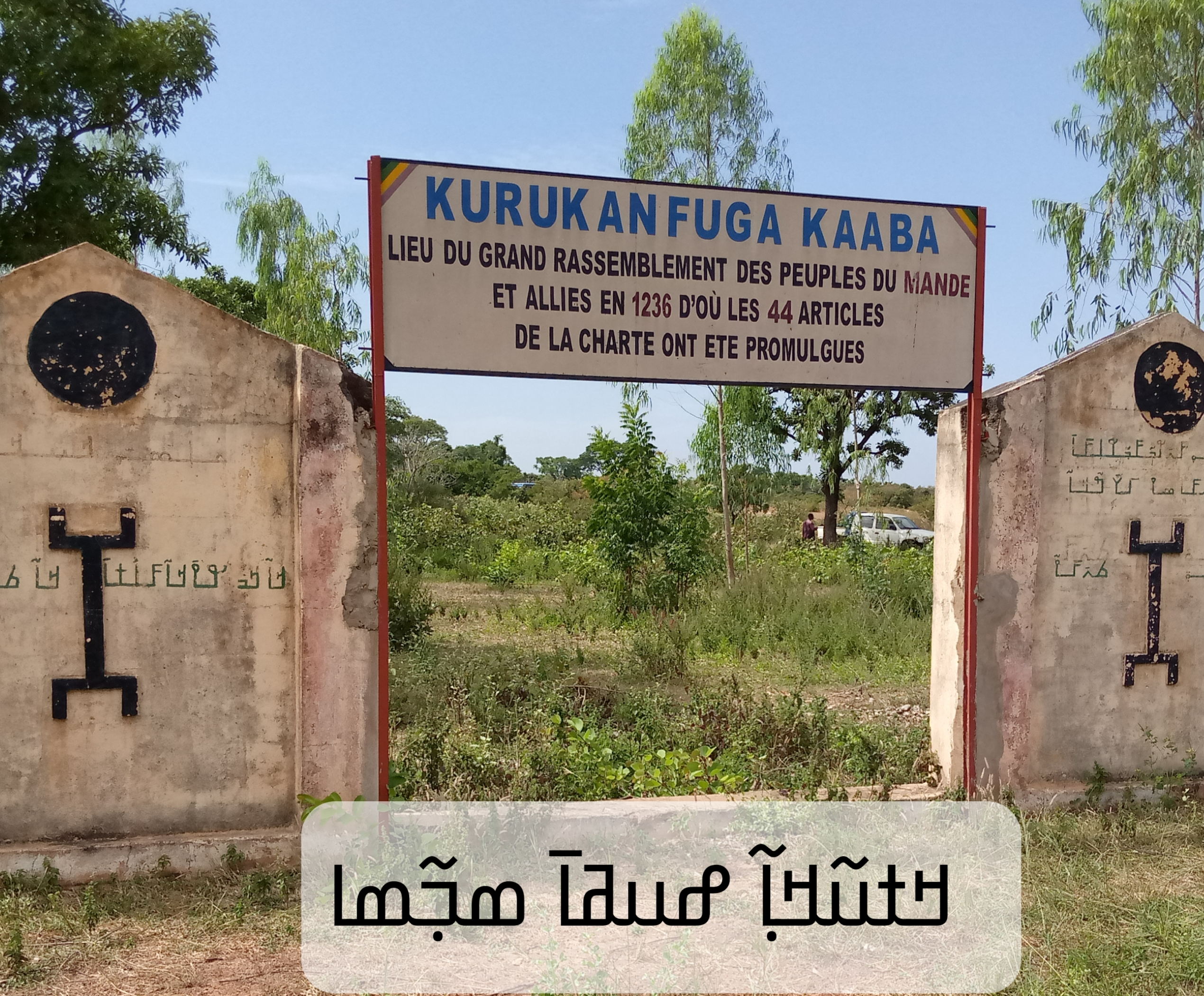
Local de realização da assembleia em que foi proclamada a carta, no atual Mali

A Carta de Curucã Fuga (Kurukan Fuga), também chamada Carta do Mandinga, era a constituição do Império do Mali. Recebeu seu nome em homenagem a planície de Curucã Fuga, situada dois quilômetros ao norte de Cangaba, na qual ocorreu a cerimônia de investidura de Sundiata Queita após sua vitória sobre Sumanguru Cante na Batalha de Quirina (c. 1235) e se reuniu a Grande Assembleia (Bara) com chefes dos dezesseis clãs dos mandingas e aliados.

## Histórico
Após a queda do Império do Gana no século XII, a região  entre o deserto do Saara e os rios Níger e Senegal se fragmentou em pequenos Estados, entre eles o Reino Sosso, liderado por Sumanguru Cante. Aos poucos, os sossos se expandiram, conquistando os mandingas e outros povos. Já no século XIII, o príncipe Sundiata Queita organizou uma coalizão para combater os sossos. A batalha decisiva aconteceu na região de Culicoro, hoje território do Mali, por volta de 1235.
Sundiata Queita venceu a batalha, abrindo o caminho para a instauração do Império do Mali. Após a vitória, foi realizada uma assembleia reunindo os povos que formavam a coalizão. Queita foi proclamado mansa ou magã (imperador), porém tendo que cumprir obrigações e direitos estabelecidos na Carta.

## Características
A Carta de Curucã Fuga é apontada como um dos primeiros modelos de constituição. Ela prevê a defesa dos direitos humanos, determina a divisão de poderes, estabelece liberdades cívicas, protege as atividades profissionais, a integridade física dos súditos do império e dos seus bens. Além disso, proibia maus tratos a escravos e impunha a obrigação de indenização por danos sofridos.
Outro aspecto importante foi a divisão da população em clãs. Os malinquês e outros povos aliados foram divididos pela Carta em 16 castas de nobres, os "portadores de aljavas". Já os marabus, entre eles alguns que professavam o islamismo, formaram os cinco clãs dos "guardiães da fé". Os praticantes de ofícios, inclusive o de griô, foram repartidos entre outros quatro clãs.
Os Sossos, derrotados na batalha, tiveram que se fundir aos clãs de praticantes de ofícios, e perderam suas terras, que foram consideradas domínio imperial.
A divisão conferia a cada clã um grau considerável de autonomia, permitindo que cada rei conservasse os costumes de seu povo. A descentralização jurídica e administrativa era uma característica do antigo Império do Gana, que o domínio sosso vinha tentando suprimir.

## Recuperação e proteção
Em 2009, a Carta, na sua versão preservada a partir da tradição oral griô, foi incluída pela UNESCO na lista do Patrimônio Cultural Intangível da Humanidade.